# Nunatak Shpil'
Nunatak Shpil' är en nunatak i Antarktis. Den ligger i Östantarktis. Australien gör anspråk på området. Toppen på Nunatak Shpil' är 1 368 meter över havet.
Terrängen runt Nunatak Shpil' är lite kuperad, och sluttar norrut. Trakten är obefolkad. Det finns inga samhällen i närheten.